# 下渚滑駅

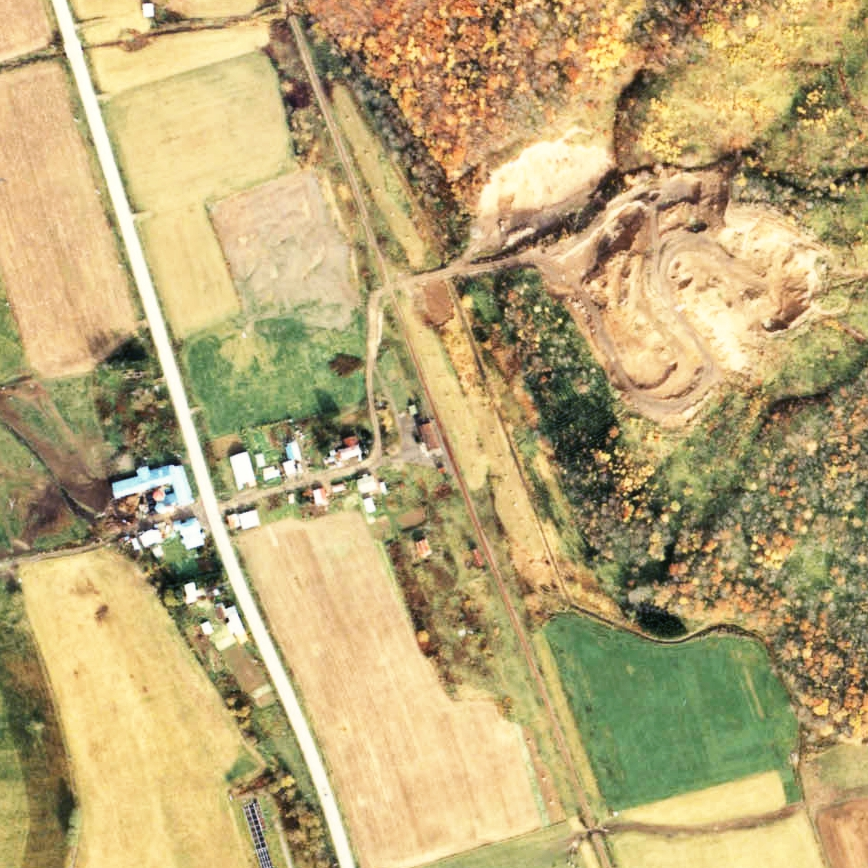
1978年の下渚滑駅と周囲約500m範囲。下が北見滝ノ上方面。かつては駅舎横の渚滑側に貨物ホームと引込線があったが、1960年という随分早い時期に貨物扱い廃止になっていて、引込み線が撤去されている。

下渚滑駅（しもしょこつえき）は、北海道紋別市上渚滑町下渚滑にかつて存在した、日本国有鉄道（国鉄）渚滑線の駅（廃駅）である。電報略号はシシ。事務管理コードは▲122301。

## 歴史
- 1923年（大正12年）11月5日 - 鉄道省渚滑線の渚滑駅 - 北見滝ノ上駅間開通に伴い、開業[1]。一般駅[1]。
- 1949年（昭和24年）6月1日 - 公共企業体である日本国有鉄道に移管。
- 1960年（昭和35年）
  - 4月11日 - 業務委託化[4]。
  - 9月15日 - 貨物の取り扱いを廃止[1]。
- 1978年（昭和53年）12月1日 - 荷物の取り扱いを廃止[1][5]。同時に無人駅化[6]。
- 1985年（昭和60年）4月1日 - 渚滑線の全線廃止に伴い、廃駅となる[1]。

### 駅名の由来
渚滑川の下流域に位置するため「下」を冠している。

## 駅構造
廃止時点で、1面1線の単式ホームと線路を有する地上駅であった。ホームは、線路の西側（北見滝ノ上方面に向かって右手側）に存在した。
無人駅となっており、有人駅時代の駅舎は改築され、中渚滑駅と同じ形状の真新しいコンクリート製の駅舎となっていた。駅舎は構内の西側に位置し、ホームに接していた。

## 利用状況
乗車人員の推移は以下のとおり。年間の値のみ判明している年については、当該年度の日数で除した値を括弧書きで1日平均欄に示す。乗降人員のみが判明している場合は、1/2した値を括弧書きで記した。
| 年度               | 乗車人員 | 乗車人員 | 出典   | 備考 |
| 年度               | 年間     | 1日平均  | 出典   | 備考 |
| ------------------ | -------- | -------- | ------ | ---- |
| 1978年（昭和53年） |          | 10       | [ 10 ] |      |

## 駅周辺
- 北海道道766号和訓辺渚滑停車場線
- 国道273号（渚滑国道）
- 渚滑川
- ウッツ川
- 北紋バス「下渚滑」停留所

## 駅跡
1997年（平成9年）11月時点では、鉄道関連の施設は何も残っておらず、当駅の跡地は砂利採石場になっていた。協立運輸の敷地になっている。

## 隣の駅
日本国有鉄道
渚滑線
渚滑駅 - <元西仮乗降場> - 下渚滑駅 - <十六号線仮乗降場> - 中渚滑駅